# Маньчжурське завоювання Китаю
Маньчжурське завоювання Китаю (1644—1683) — процес поширення влади маньчжурської династії Цін на територію, що належала китайській імперії Мін.

## Передісторія

### Виникнення маньчжурського держави
На початку XVII ст. вождь осілих чжурчженів, що жили у Маньчжурії, Нурхаці (1559—1626) зумів не тільки згуртувати під своєю орудою декілька десятків розрізнених племен, але і закласти основи політичної організації. Претендуючи на спорідненість з чжурчженьською династією Цзінь, Нурхаці оголосив свій клан «Золотим родом» (Айсін Ґьоро). Роду Нурхаці належало володіння Маньчжоу.
В 1585—1589 роках Нурхаці, підпорядкувавши племена мінського Вея Цзяньчжоу (своїх безпосередніх сусідів), об'єднав їх з населенням Маньчжоу. Потім він приступив до підкорення сусідніх племен. За два десятиріччя маньчжури здійснили близько 20 військових експедицій проти сусідів. Для зміцнення свого становища Нурхаці здійснив поїздку до Пекіна, де був представлений на аудієнції імператора Ваньлі.
В 1589 Нурхаці оголосив себе ваном (великим князем), а в 1596 році — ваном держави Цзяньчжоу. Його союзники — східномонгольські князі — піднесли йому в 1606 титул Кундулен-хана. 1616 року Нурхаці проголосив відтворення чжурчженьської держави Цзінь (стало відомо як «Пізня Цзінь»), а себе оголосив її ханом. Столицею цієї держави стало місто Сінцзін. Через дипломатичну та військову активність Нурхаці, до 1619 року у новій державі було об'єднано більшість чжурчженських племен.

### Маньчжурське завоювання Ляодуну
В 1621, маньчжури вдерлися до Ляодуну і розбили китайські війська. Нурхаці обложив і взяв штурмом місто Шеньян (отримав маньчжурську назву «Мукден»), і місто Ляоян. Весь цей край опинився під орудою хана Нурхаці. Вирішивши міцно закріпитися на захопленій території, він не став переселяти підкорене населення у Маньчжоу, залишивши його і своє військо у Ляодуні, а столицю з Сінцзіну переніс 1625 року у Мукден.

### Завювання Абахая
Після смерті Нурхаці в 1626, йому успадковував син Абахай. До свого маньчжурского імені Абахай приєднав друге, китайське — Хуантайцзі, а для свого правління прийняв девіз «Тяньцун» («Покірний велінням Неба»). Продовжуючи справу батька, Абахай підпорядкував чжурчженських вождів, що залишалися незалежними. 1629 року — початок 1640-х років Абахай здійснив близько десяти походів на сусідні племена.
Похід на Китай в 1627 році під орудою власне Абахая не дав відчутних результатів. Оскільки Корея, як васал Китаю, всіляко підтримувала династію Мін, маньчжури вторглися до цієї країни, почалися масові вбивства і грабежі. Корейський ван був змушений поступитися військам маньчжурів, укласти мир з Маньчжоу, сплатити йому данину і налагодити торгівлю з переможцями.
Через зміцнення китайської оборони, для завоювання північного Китаю потрібно було обійти регіон Ляосі (частина Ляоніна на захід від річки Ляо), а це було можливо тільки через Південну Монголію. Абахай привернув на свій бік багатьох монгольських правителів і підтримав їх у боротьбі проти Лігдан-хана — правителя Чахару, який намагався відновити імперію Чингіз-хана. В обмін на це Абахай зобов'язав монгольських правителів брати участь у війні проти Китаю. Вже до 1629 року кіннота Абахія обійшла фортеці Ляосі із заходу, прорвалася через Великий мур і підійшла до Пекіна, де розпочалася паніка. З багатою здобиччю війська Абахая пішли геть. Крім того, після розгрому Чахару, Абахай заявив, що він заволодів імператорською печаткою монгольської династії Юань, яка мала назву «Печать Чингіз-хана».
В 1636 році Абахай дав династії нове ім'я — «Цін», а підданих наказав іменувати не «чжурчженямі», а «маньчжурами». Нова держава маньчжурів відтепер мала назву Цин — по найменуванню династії. До титулу «імператор» Абахай приєднав його монгольський аналог «богдихан», бо до складу Маньчжурської імперії увійшла частина Південної Монголії. Рокам свого правління він дав девіз «Чунде». В 1637 маньчжурська армія розгромила Корею, яка була змушена підкоритися, стати «данником» Цінської імперії і розірвати відносини з Китаєм.
З цього часу маньчжурська кіннота стала здійснювати регулярні набіги на Китай, грабуючи і забраючи у полон, перетворюючи на рабів сотні тисяч китайців. Все це змусило мінських імператорів не просто стягнути війська до Шаньхайгуаню, а й сконцентрувати тут чи не найкращу, найбільшу і найбоєздатнішу з усіх своїх армій на чолі з У Саньгуєм.

### Занепад Мінської імперії
В 1628 році у провінції Шеньсі розрізнені напіврозбійні ватаги стали створювати повстанські загони і обирати вождів. З цього моменту у північно-східному Китаї розпочалася селянська війна, яка тривала 19 років. Регулярні війська потрапили у кліщі між маньчжурськими військами на півночі і повсталими провінціями, в них посилилося бродіння і дезертирство. Армія, позбавлена грошей і продовольства, зазнала поразки від Лі Цзичена. Зрадники відкрили браму перед військами Лі, і ті безперешкодно змогли увійти всередину столиці. У квітні 1644 року Пекін підкорився повсталим; останній мінський імператор Чжу Юцзянь наклав на себе руки, повісившись на дереві в імператорському саду.

## Ситуація перед початком маньчжурського вторгнення
У вересні 1643 помер Абахай, і в Мукдені розпочалася боротьба за владу між різними угрупованнями князів — родичів Нурхаці і Абахая. Одне з угруповань запропонувало трон молодшому братові Абахая — князю Доргоню, інша — племіннику Нурхаці князю Цзіргалану. Доргонь відмовився від імператорського титулу і пішов на компроміс: на трон був зведений син Абахая Фулінь, а Доргонь і Цзіргалан стали рівними за званням принцами-регентами. Бувши вольовим і розумним політиком, Доргонь на 1644 рік став фактичним правителем Цінської держави, знизивши суперника до звання «регент-помічник». Це дозволило припинити боротьбу за владу і зберегти єдність маньчжур.
Розбита повстанська армія 3 червня без бою залишила Пекін, куди 6 червня увійшли маньчжурські війська. Влаштувавши пишну церемонію похорону імператора Чжу Юцзянь, що повісився, Доргонь проголосив династію Цин його спадкоємицею і мстительницею за останнього монарха династії Мін. Особливим маніфестом всім китайським чиновникам, які перейшли на бік Цин, було обіцяно зарахування на службу, підвищення в чині і можливість вести справи разом з маньчжурами. Пекін був оголошений новою столицею Цин, 30 жовтня туди був привезений малолітній Фулінь.
Армія Лі Цзичена, залишивши Пекін, рушила на південний захід, щоб з'єднатися із гарнізонами, що стояли у великих містах частинами. Їх невідступно переслідували війська У Саньгуя і Шан Кесі, підкріплені маньчжурською кіннотою князів Додо і Боло. Біля Чжендіна відбулася велика битва, що тривала два дні, в його ході було поранено Лі Цзичен; проте жодна зі сторін не здобула перемоги. Почавши через деякий час відхід, повстанці вирушили до гір Тайханшань, і через перевал Гугуань вступили до провінції Шаньсі. Скориставшись відступом повстанців, на місцях стали підіймати голову їх вороги — поміщицькі дружини, сільські ополчення, міліції сільської самооборони; очільники цих загонів наслідували приклад У Саньгуя і переходили на бік маньчжурів.
У Шаньсі армія Лі Цзичена не отримала підтримки з боку втомленого від війни селянства, зазнала значних втрат в боях; в ній почалися чвари. Частина командирів зі своїми частинами відокремилися від головних сил, основна маса військ через перевал Тунгуань перейшла в провінцію Шеньсі і зробила своєю базою Сіань, де повстанці створили свої органи влади і різко збільшили чисельність військ. Тим часом війська У Саньгуя і маньчжурська кіннота малою кров'ю підкорили всю провінцію Шаньсі; точно так же були завойовані південна частина столичної провінції і провінція Шаньдун.
Після оволодіння Пекіном розпочалося масове переселення до провінції Чжілі всіх «прапорів», що жили на рівнині Ляохе у Південній Маньчжурії. Розпочалося запустіння півдня Ляодуну, центральні і північні райони Маньчжурії спорожніли ще в результаті походів Нурхаці і Абахая. Маньчжурія перетворилася на пустельний край з більш-менш обжитими, але малолюдними центральними районами. У цих умовах частина північних тунгуських племен почала платити ясак вже не маньчжурській, а російській владі.

### Розгром маньчжурами військ Лі Цзичена
До осені 1644 року проти армії Лі Цзичена Доргонь направив три китайські армії, якими командували У Саньго, Шан Кесі і Кун Юде, а також «прапорів» війська князя Додо і князя Аджиге. У березні 1645 року в гірському проході Тунгуаня відбулася грандіозна битва, в якому була розбита повстанська армія. За допомогою гармат маньчжурам вдалося взяти і саму фортецю Тунгуань, після чого вони змогли пройти в Шеньсі. Величезні втрати і загибель багатьох вождів зробили для повстанців неможливою оборону Сіаню. Розочалися внутрішні чвари, частина воєначальників дезертувала. Повстанські війська змогли через хребет Ціньлін вийти у долину річки Ханьшуй, переправитися на правий берег Янцзи і в травні 1645 року на короткий час зайняли Учан. Під Учан вони зіткнулися з військами Південної Мін. Ухиляючись від битв, повстанська армія відступила на південь провінції Хубей в гори Цзюгуншань, де в червні 1645 загинув Лі Цзичен.

### Остаточний розгром держав повстанців
Після перемоги у Тунгуаня і підкорення Шеньсі маньчжурсько-китайські війська розділилися. Армія У Саньгуя рушила у долину річки Ханьшуй, але після переправи через Янцзи зазнала поразки від повстанських військ, якими командував племінник Лі Цзичена — Лі Го. Кинувши гармати та інше спорядження, армія У Саньгуя відступила за Янцзи, і зайнялася підкоренням півночі провінції Хебей і півдня провінції Хенань.
Маньчжурська армія Додо попрямувала у північну частину провінції Хенань, вступила в Лоян і Кайфен, і з'єдналася зі свіжими «прапорними» військами, які прийшли з Шаньдуна. Це угруповання взяло штурмом фортецю Гуйде, після чого одна колона рушила до річки Хуайхе, а інша — до Великого каналу і захопила Сюйчжоу. Використовуючи розбрат у мінському таборі, маньчжури форсували Хуайхе і вийшли до Янцзи.
Коли керівництво повстанськими військами перейшло до Лі Го, то його 200-тисячна армія виявилася у безвихідному становищі: з півночі їй погрожували маньжчури, з півдня — Південна Мін. У цих умовах, вважаючи завойовників головною небезпекою, Лі Го в 1646 році зумів домовитися з південномінським урядом про спільну боротьбу проти «північних варварів».
Тим часом у провінції Сичуань існувала ще одна повстанська держава — Да-Сі-го («Велика Західна Держава»), якою правив Чжан Сяньчжун. Маньчжури запропонували Чжан Сяньчжуна перейти на їхній бік, але той відмовився, проте, зазнавши поразки в боях з південномінськими військами, був змушений залишити свою столицю Ченду. Взимку 1646 року на завоювання Сичуані Доргонь відправив велике маньчжурське військо на чолі з сином Абахая — Хаоге. На півночі Сичуані на сторону маньчжурів перейшов один з повстанських очільників — Лі Цзіньчжун. Маньчжури зуміли заманити супротивників у пастку в горах Фенхуан, і в запеклій битві поблизу Січуна в січні 1647 повстанці були розбиті, зазнавши величезних втрат; сам Чжан Сяньчжун був убитий. Частина повстанських військ, зумівши піти на південь в Гуйчжоу, визнала владу Південної Мін. Маньчжури ж підпорядкували собі всю Сичуань, зустрівши опір лише під мурами Чунцина.
Лі Го, об'єднавши свою 200-тисячну армію зі 100-тисячною південномінською армією під орудою Хе Тенцзяо, що знаходилася у районі середньої течії Янцзи, реорганізував свої війська взимку 1647 року в «Армію тринадцяти з'єднань» під загальною орудою Хе Тенцзяо. Хоча з падінням Чунцина цинські війська вийшли у фланг південномінсько лінії оборони, але поразка У Саньгуя південніше Янцзи і стійка оборона Армії тринадцяти з'єднань різко загальмувало просування західного маньчжурського угруповання на південь; запеклі бої тут тривали до літа 1648 року.

## Другий етап маньчжурського завоювання

### Різанина в Янчжоу
Коли Лі Цзичен в 1644 році захопив Пекін, у Нанкіні розгорнулася боротьба за владу між двома угрупованнями. Верх здобула кліка придворних євнухів, що проголосила Фу-вана новим імператором династії Мін (в історію ця гілка увійшла як династія Південна Мін). Кліка євнухів, що перемогла спробувала домовитися з імперією Цін і У Саньгуєм про союз проти повстанців, але це їм не вдалося. Вважаючи Лі Цзичена головною загрозою, в Нанкіні маньчжурам не надавали серйозного значення, і особливої підготовки до війни не вели.
Між командувачами чотирма військовими округами, які прикривали Південну Мін з півночі, панувала ворожнеча. Командувач Учанського групою військ Цзо Лян'юй в квітні 1645 роки здійняв заколот і повів своїх солдатів на Нанкін, проте несподівано помер. Заколот був розгромлений, а офіцери Цзо Лян'юя перебігли до маньчжурів. Командувач військовим відомством Ши Кефа був відсторонений від керівництва, і призначений командувачем чотирма фортецями, що прикривали підступи до Нанкін з півночі від Янцзи, а також невеликою групою військ між Хуайхе і Янцзи. Через те, що війська Південної Мін були розтягнуті вздовж Янцзи на тисячу кілометрів, угруповання Ши Кефа виявилася один на один з маньчжурською кіннотою князя Додо, яка вийшла до Хуайхе навесні 1645 року. Зазнавши поразки, війська Ши Кефа відступили під захист фортечних мурів Янчжоу.
Маньчжури запропонували Ши Кефа капітулювати, але той відкинув цю пропозицію. Почався семиденний штурм міста, який забрав життя кількох тисяч маньчжурських «прапорних» військ. Проте прохання Ши Кефа про допомогу були проігноровані, до нього на підмогу прийшов лише Лю Чжаоцзі з невеликим загоном, і маньчжури в результаті оволоділи Янчжоу, після чого влаштували криваву різанину, убивши за десять днів 800 тисяч чоловік. Взятий в полон Ши Кефа що відмовився служити династії Цін і був страчений, а місто Янчжоу — зруйновано дощенту.
Фу-ван і його наближені вважали, що маньчжури не зможуть подолати Янцзи, і проводили час в п'яних оргіях. Коли в середині червня 1645 армія Додо за допомогою зрадників-китайців форсувала Янцзи і підійшла до Нанкіну, Фу-ван з придворними втекли, кинувши столицю напризволяще. 200-тисячний гарнізон, очолюваний Ма Шіїн, не захотів битися і відступив на південь. Чиновники відкрили браму і капітулювали, з радістю перейшовши на службу завойовникам
У липні маньчжурські війська підійшли до Уху, куди втік Фу-ван. При наближенні ворога він був заарештований своїми ж воєначальниками, поспішили перейти під оруду династії Цін і здати місто. Фу-ван був відправлений до Пекіна і там убитий. На сторону завойовників перейшли практично всі мінські воєначальники в цьому районі разом зі своїми військами, опір чинив лише Хуан Дегун, щонезабаром загинув у бою. Без опору здався Сучжоу.

### Розгром Лу-вана
Після полону Фу-вана очільником імперії Мін було оголошено Лу-ван, який перебував у Ганчжоу. Маньчжурська кіннота розгромила і змусила втікати війська Лу-вана, Ганчжоу капітулював, Лу-ван і його свита на колінах зустріли завойовників перед відкритою брамою міста. Невдалого претендента на трон було відвезено у Пекін і заморили голодом.

### Повстання на підкорених територіях
Тим часом жорстокість і насильство маньчжурів викликали повстання місцевих жителів, до яких приєдналася частина мінських солдатів. Повсталі на чолі з шеньши Чен Цзилуном спробували звільнити Сучжоу і Ганчжоу, але були розгромлені. Прагнучи зберегти життя маньчжурів на території, де проживала величезна кількість китайців, Додо активно використовував китайські війська що перейшли на його сторону, завойовуючи Китай руками китайців. Його правою рукою став Хун Ченчоу, який був призначений намісником Цзяннань і став каральними заходами приводити в життя виданий після взяття Нанкіна указ Доргоня про гоління голів і повсюдний перехід на маньчжурську зачіску.
Гоління голів викликало бурхливий вибух народного обурення. Повсталі жителі Цзян'іню оборонялися більше місяця; коли мури були проламані вогнем облогових гармат, війська що увірвалися у місто протягом триденної різанини вбили понад 172 тисяч чоловік. Повсталі жителі Цзядін утримували місто два місяці, а після того, як карателі вирізали 20 тисяч чоловік — повстали знову.
Повстання в тилу армії князя Додо вимотали війська і збили темп їх настання. Крім того, вчений і сановник Хуан Даочжоу зробив героїчний похід з 10-тисячним військом з провінції Фуцзянь в Цзянсу і Аньхой; хоча його військо і було розбите, а сам він — страчений, цей похід також змусив маньчжурів затриматися.

### Завоювання Цзянсі
Влітку 1645 року цінські війська з провінції Цзяннань рушили в Цзянсі. Мінський командувач військами цієї провінції Цзінь Шенхуань, без бою здався маньчжурам, був залишений на цій посаді і допоміг їм приєднати більшу частину провінції до імперії Цін. Не довіряючи новому перебіжчикові, Доргонь призначив намісником Цзяннань Чжан Юйтянь, який займав високі посади в Маньчжурії ще до 1644 року, чим смертельно образив Цзінь Шенхуаня.
До весни 1646 року маньчжурам вдалося придушити повстання і підкореної Цзяннань, підпорядкувати Цзянси, отримати підкріплення і посилити свої ряди за рахунок військ китайських полководців-зрадників. У березні Доргонь призначив князя Боло головнокомандувачем походу в Чжецзян і Фуцзянь.

### Завоювання провінцій Чжецзян і Фуцзянь
Після загибелі Лу-вана мінські сановники і військові у провінціях Чжецзян і Фуцзянь проголосили тимчасовими правителями Мінської імперії двох претендентів на трон: у Шаосіні (оголошеному тимчасовою столицею) государем був посаджений новий Лу-ван, а у Фучжоу — Тан-ван. Замість того, щоб об'єднати сили перед лицем ворога, обидва претенденти сварилися, їх оточення займалося інтригами, причому багато хто заздалегідь готувалися переметнутися у табір завойовників.
В 1646 році війська князя Боло рушили на південь. Війська Лу-вана не змогли зупинити цінську армію, яка захопила Шаосін і інші міста. Лу-ван з частиною військ втік на прибережні острови, а більшість його воєначальників визнало себе підданими династії Цін.
У провінції Фуцзянь усіма справами заправляв всемогутній сановник Чжен Чжілун. Перед захопленням маньчжурами Фуцзяну Чжан Чжілун переметнувся у ворожий табір, але був відвезений до Пекіна, поміщений у в'язницю і страчений. Обезглавивши тим самим уряд Тан-вана, маньчжури восени розгромили його війська в ущелини Сяньсянгуань. Потім мінські війська були розбиті в боях за фортецю Тінчжоу; маньчжури обезголовили понад 10 тисяч осіб, в тому числі Тан-вана і його свиту. Після цього вони захопили ряд фортець і без бою увійшли в Фучжоу. До грудня 1646 армія Боло завоювала всю Фуцзянь.

### Завоювання провінції Гуандун
У мінському таборі знову з'явилося два претенденти на імператорський трон: Чжу Юлан в Чжаоцін, і Чжу Юйао в Гуанчжоу. Знову почалася міжусобна боротьба між двома урядами, яка доходила до військових дій. Тим часом взимку 1646—1647 років цінський уряд рушив у наступ на Гуанжун китайські війська, які перейшли під оруду маньчжурів у приморських провінціях, командував ними колишній мінський воєначальник Лі Чендун. У січні 1647 року цінські війська увійшли у Гуанчжоу, де загинув Чжу Юйао, а потім перейшли в наступ на Чжаоцін. Чжу Юлан (носив титул «Гуй-ван») зі своїм оточенням втік до Гуйлінь. Сподіваясь отримати допомогу з Європи в боротьбі з маньчжурами, Гуй-ван, його родина, губернатор Гуансі і намісник Лянгуана прийняли християнство і через місіонерів (див. Міхал Бойм) просили допомоги у римського папи. Європейські купці стали продавати мінському табору вогнепальну зброю, включаючи гармати; на службу в південномінську армію пішли загони європейських найманців. Попри те, що на стороні Південної Мін воювала Армія тринадцяти з'єднань, що успішно стримувала західне угруповання цінських військ протягом декількох років, Гуй-ван і його оточення з острахом і підозрою ставилися до колишньої селянської армії Лі Го.

### Відступ Армії тринадцяти з'єднань
До літа 1647 року Армії тринадцяти з'єднань вдавалося стримувати на Янцзи натиск з півночі, а Ян Тінлінь успішно діяв в Цзянсі проти армії перебіжчика Цзінь Шенхуаня. Але влітку настав перелом: цінські війська розгромили частини Ян Тінліня, полеглого в бою, і вийшли до Чанша. Хе Тенцзяо не став обороняти місто і відступив на південь провінції Хунань. В результаті загроза оточення, що нависла над військами Лі Го, змусила його відходити на південь. Почався масований наступ армій Кун Юде, Шан Кесі і Ген Чжунміна, що зайняли всю Хунань. Одночасно з уже завойованого Гуандуна у південні райони Гуансі вторглася цінська китайська армія Лі Чендун. Тим самим цінським урядом вдалося загнати в одну провінцію все війська опору (крім залишків армії Чжан Сяньчжуна в Гуйчжоу і Юньнані) і взяти їх в кліщі. Доргонь оголосив велику нагороду за голову Гуй-вана, і цінські полководці рвалися до Гуйлінь, який обороняли війська мінського губернатора провінції Цюй Шіси.
Але в тилу у Лі Чендун розпочалося повстання в Гуандуні, і йому довелося спішно покинути зі своєю армією театр бойових дій для захисту Гуанчжоу. Тим часом в грудні 1647 року у важких боях під Цюаньчжоу були розбиті і відкинуті за межі Гуансі цінські війська, що наступали з півночі.

### Завершення другого етапу маньчжурського завоювання Китаю
В 1647 Доргонь, змістивши Цзіргалана, став одноосібним правителем імперії Цін. З китайських військ, які перейшли на бік маньчжурів, були сформовані «війська зеленого прапора» (що не входили до структури «восьмипрапорної армії»). 1647 року був опублікований новий кодекс законів. Доргонь став готувати останній удар по мінським військам.
Проте в 1646—1647 році несподівано для маньчжурів ускладнилася обстановка в Монголії. Подаючи небажаний приклад іншим, з-під цінської влади вийшло південне князівство Суніт на чолі з Тенгісом; непокірні монголи пішли в Халху під заступництво Цецен-хана Шолоя. 1646 року туди були послані війська під командуванням князя Додо. Попри перші успіхи, в 1647 році Додо довелося перервати свій похід і повернути назад через брак сил для ведення затяжної війни в степах Халхи. Попри сумнівний результат експедиції Додо, Доргонь зажадав від ханів і князів Халхи надсилання їх синів або братів до Пекіна, де б вони жили як заручники. Монголи відкинули цю вимогу.

## Підкорення маньчжурами Південного Китаю

### Антиманьчжурські повстання
Цзінь Шенхуань і Лі Чендун вважали себе обділеними: після переходу на сторону династії Цін вони не отримали верховної влади у завойованих ними провінціях, над ними були поставлені як цінські намісники інші китайці-зрадники. 1648 року обидва полководця повстали проти маньчжурів і перейшли на бік Південної Мін разом зі своїми арміями і провінціями Цзянси і Гуандун. Скориставшись різкою зміною обстановки, Хе Тенцзяо і Лі Го повели наступ на Хунань і звільнили і цю провінцію. У Сичуані повстали три колишніх мінських воєначальники — Лі Чжаньчунь, Тань Вень і Тан Хун з підлеглими їм частинами «зеленого прапору»; в результаті на бік Південної Мін перейшли південна і східна частини Сичуані. На території провінцій Юньнань і Гуйчжоу чотири полководця — прийомні сини Чжан Сяньчжуна — створили «Південно-Західну державу» на чолі з Сунь Кеваном.
Велике повстання відбулося у провінції Шаньсі, де повстанці звільнили понад 50 повітів. 1649 року на сторону повсталих перейшов зі своїми військами полководець Цзян Сян. Він розгромив сильну маньчжурську армію, взяв столицю провінції місто Тайюань і створив загрозу Пекіну. Загонами повстанців в 1648-49 роках була зайнята переважна частина провінції Шеньсі (влада маньчжурів збереглася лише в столиці провінції — місті Сіань), мусульмани провінції Ганьсу на чолі з Дін Годуном і Мі Лаїнем оволоділи районом на захід від Хуанхе і столицею провінції містом Ланьчжоу. Під контролем династії Цін залишилося лише вісім провінцій — на півночі і сході Китаю, але і в них розпалювалася партизанська боротьба. В 1647—1648 роках мінські війська з острова Наньао біля узбережжя провінції Гуандун висадили великий десант на материк. Проте повстанців підвела роз'єднаність, кожен полководець і політик діяв на власний розсуд, на свій страх і ризик.
У критичний період наприкінці 1648 — початку 1649 року уряд Доргоня зумів вжити дієвих заходів для утримання завойованих китайських провінцій у складі держави Цін. Уряд скасував деякі види оподаткування, була дозволене вільне розорювання порожніх земель, в урядових указах обіцялися різні амністії, пільги і послаблення. Були прийняті і репресивні заходи: в 1648 році під загрозою смертної кари і перетворенням родини винного у рабів приватним особам було заборонено мати холодну і вогнепальну зброю (проте ця заборона застосовувався вибірково: збройне сільське ополчення найчастіше діяло на стороні цінської адміністрації, і тому репресії не зазнало).
В 1648 і на початку 1649 року почастішали випадки зради і переходу китайських воєначальників — на цей раз на бік Південної Мін. З метою убезпечити себе і зміцнити режим маньчжури встановили серед чиновників систему взаємної відповідальності. Щоб призупинити втечу китайських командувачів, що загрожувало залишити цінську армію без піхоти, маньчжури надавали китайським полководцям особливі милості, привласнювали і підвищували титули: Шан Кесі став «князем — умиротворителем Півдня», Кун Юде — «князем — приборкувачем Півдня», Ген Чжунмін — «князем — заспокоювачем півдня». У Саньгуй вже давно носив титул «князь — умиротворитель заходу», тому йому було надано вищий маньчжурський князівський титул — ціньван. Всім чотирьом князям-полководцям пообіцяли владу у провінціях, які їм потрібно було завоювати.
Щоб підкріпити «прапорні» війська, Доргонь всіляко ластився до князів Південної Монголії, даючи пільги і обіцянки, домовляючись про укладення шлюбних союзів між монгольськими і маньчжурськими князями. Потребуючи допомоги європейців, Доргонь не перешкоджав їх торгівлі та діяльності місіонерів, у європейських купців посилено закуповувалися гармати.

### Цінський контрнаступ
Зосередивши у Нанкіна 120-тисячну армію, маньчжури кинули її на підкорення Цзянсі. Після тримісячної оборони здався Наньчан, війська Цзінь Шенхуаня були розбиті, після чого була захоплена вся провінція. Потім настала черга Шеньсі, куди кинули армію У Саньгуя і війська з сусідніх провінцій, а також з-під Наньчана. Під тиском переважаючих цінських військ місцеві повстанці зняли облогу Сіані, відступили і розсіялися; влада поспішила оголосити втікачам амністію. Було придушено мусульманське повстання в Ганьсу і захоплені всі міста провінції.
Особливу небезпеку для Пекіна становило повстання у Шаньсі і армія Цзян Сяна, тому туди рушило добірне 100-тисячне військо на чолі з самим Доргонем, з яким були й інші досвідчені полководці — Нікань, Аджиге і Боло. Доргоню вдалося оточити армію Цзян Сяна у Датуні. У жовтні 1649 фортеця капітулювала, після чого було ліквідовано опір у всій провінції. Вивільнені війська Доргонь рушив у Цзянсі, і звідти надіслав сили полководців-зрадників у південні провінції. Армії Шан Кесі і Ген Чжунміна вирушили до Гуандуну, війська Кун Юде — у Гуансі.
В 1650 році свіжі цінськи частини перейшли у наступ в Гунані, на південь від Чанша розбили Армію тринадцяти з'єднань, і захопили Сянтань. При обороні цієї фортеці загинули основні сили Хе Тенцзяо, а сам він був страчений. Виснажені боями війська Лі Го відступили в Гуансі; противник змусив їх рушити в Гуйчжоу, де Лі Го загинув, а командування прийняв його прийомний син Лі Лайхен, повівши своїх солдатів на з'єднання з іншими військами на стик провінцій Хубей і Сичуань.
Після відходу військ Лі Го армія Кун Юде рушила у Гуансі і обложила Гуйлінь, який обороняли нечисленні війська губернатора Цюй Шіси. Наприкінці 1650 року місто капітулювало і зазнало криваву розправу.
Війська Шан Кесі і Ген Чжунміна, розбивши війська Лі Чендун, навесні 1650 року взяли в облогу Гуанчжоу. Місто оборонялося дев'ять місяців, але в листопаді капітулювало; в результаті тритижневої різанини було вбито понад ста тисяч чоловік, Гуй-ван втік до Гуйчжоу, віддавшись під заступництво Лі Дінго і Сунь Кевала.

### Завершення третього етапу маньчжурського завоювання Китаю
В 1650 році раптово помер Доргонь. Після його смерті до влади повернувся Цзіргалань, і оголосив покійного регента мало не узурпатором престолу. Великі військові дії тимчасово припинилися.
До цього часу на території Китаю залишалося три великі осередки опору Цінам. На стику провінцій Хубей, Хунань і Сичуань зміцнилися загони Хао Яоці, що свого часу відкололися від Лі Го, а також приєдналися до них в 1651 році частини Лі Лайхена. У провінції Сичуань панували мінські воєначальники і місцеві повстанці. Найбоєздатнішою силою була Велика Західна держава. Для ліквідації двох перших осередків опору у Пекіні планували спрямувати в Сичуань армію У Саньгуя, а Велику Західну державу знищити військами Кун Юде і хунаньських воєначальників.
На нараді сини Чжан Сяньчжуна, що правили Великою Західною державою, формально визнали верховенство Південної Мін, і прийняли план контрнаступу одночасно за двома напрямками — на північ і схід. На початку 1652 року північна армія двома колонами під командою Лю Веньсю і Бай Веньсюаня увійшла в Сичуань, форсувала Янцзи і, за підтримки місцевих повстанців, розгорнула успішний наступ, в той же час звільнивши всю провінцію Хунань. Одночасно у Гуансі рушила 100 тисячна армія під керівництвом Лі Дінго; в серпні він розгромив війська Кун Юде і захопив Гуйлінь, де Кун Юде повісився в палаючому будинку, не в силах пережити загибель своєї армії. Потім Лі Дінго рушив в Цзянси і Хунань. Йому навперейми була кинута 100 тисячна «прапорна» армія під командуванням князя Ніканя (онука Нурхаці). Лі Дінго влаштував йому пастку і розгромив його війська під Хенчжоу, де був убитий і сам Нікань. До кінця 1652 року Лі Дінго звільнив від маньчжурського панування Гуансі, Хунань і південний захід Цзянсі. 1653 року Лі Дінго здійснив переможний похід у Гуандун. Не маючи достатньої кількості військ, Лі Дінго нав'язав ворогові маневрену війну, утримуючи в своїх руках стратегічну ініціативу аж до кінця 1655 року.
На південному сході Китаю Чжен Ченгун (син Чжен Чжілуна), спираючись на великий флот і допомогу місцевих повстанських загонів, в 1652 році зайняв майже весь південь провінції Фуцзянь. Його кораблі повністю контролювали узбережжі, а в 1654 році піднялися вгору по Янцзи аж до Нанкіна. Виснажені більш ніж десятирічною війною цінські війська не могли зломити патріотів, а ті не мали можливості для масованого наступу. На декілька років встановилося стратегічна рівновага сил.

## Китай у руїні

### Північні проблеми маньчжурів
Поки на півдні встановилося затишшя, маньчжури зайнялися зміцненням своїх позицій на півночі. Хани східної Халхи не хотіли втрачати політичної незалежності, але були вкрай зацікавлені в економічних зв'язках з Китаєм. Тому, попри те, що вони протягом декілька років не йшли на уклін до Богдохану, в 1656 році, після жорстокого ультиматуму, який погрожував перервати посилку посольств і караванів, чотири правителя Східної Халхи дали маньчжурському Богдохану клятву про дружбу і союз. При цьому Тушету-хан, Дзасакту-хан, Цецен-хан і ще п'ять монгольських феодалів отримали титули правителів (джасак); одночасно з цим хани Халхи в 1655—1656 роках погодилися надсилати своїх синів або братів заручниками у Пекін.
Після експедицій В. Д. Пояркова (1643—1646) і Є. П. Хабарова (1649—1652) розпочалося освоєння долини Амура російськими. 1651 року був заснований острог Албазин, а в 1653 році — Нерчинськ. У Пекіні були вкрай стривожені виходом російських в цей район. Особливе обурення маньчжурів викликав добровільний перехід під владу російського царя частини евенків і, особливо, даурів.
В 1654 р, цінський уряд переселив дехкан-дючерів з середнього Амура у південну Маньчжурію, за межі досяжності російських збирачів данини. Цінський уряд вимагав від росіян не тільки залишити вже обжиті ними землі, а й видати вождів місцевих племен, що прийняли російське підданство. Напруженість на півночі прикувала до себе частину «прапорні» війська, не даючи можливості завершити підкорення Південного і Південно-Західного Китаю. Оскільки сили Цінської імперії були гранично виснажені, а «прапорні» війська вкрай порідшали, у Пекіні стали готуватися до гіршого. З 1658 року у Мукдені поступово почав відновлюватися (хоча і в згорнутому вигляді) дублюючий держапарат на випадок нового Загальнокитайського повстання, невдачі підкорення Китаю і повернення маньчжурського імператора в свою колишню «священну столицю».

### Остаточне завоювання Південного Китаю
Для організації другого контрнаступу маньчжурський уряд перекинув у район бойових дій «прапорні» війська на чолі з князями Доні, Тучі і Лоло, а також монгольську кінноту і китайські частини «зеленого прапора». У європейців закуповувалися гармати і мушкети. Позаяк край був уже розорений війною, війська щедро постачалися зброєю і продовольством. Патріотам і повстанцям була обіцяна амністія. Для координації дій, намісником п'яти провінцій (включаючи відпалу Гуансі і ще не завойовані Юньнань і Гуйчжоу) був призначений повернений з опали Хун Ченчоу.
Спрямувавші наприкінці 1654 — початку 1655 років у бій величезні військові сили, маньчжури здійснили перелом і перейшли у контрнаступ. Лі Дінго був змушений залишити Гуандун і відступити через Гуансі у Гуйчжоу. Цінські війська розбили армію Сунь Кевала, витіснили патріотів з Хунани і захопили Гуансі. Ще раніше у Сичуані У Саньгуй здобув перемогу над Лю Веньсю і змусив його відступити у Гуйчжоу. Були розгромлені також загони Хао Яоці. Всі ці невдачі різко загострили в 1655—1656 роках ворожнечу між Сунь Кеваном і Лі Дінго. 1657 року війська Сунь Кевала збунтувалися і перейшли на бік Лі Дінго, який разом з Гуй-Ваном зміцнився в Юньнані. Втративши владу, Сунь Кевала втік до табору маньчжурів, які подарували йому за зраду князівський титул.
В 1658 році війська Хун Ченчоу, У Саньгуя і трьох маньчжурських князів, наступаючи з трьох сторін — з Гуансі, Хунані і Сичуані, зайняли провінцію Гуйчжоу. 1659 року переважаючі сили маньчжурів вторглися в Юньнань. Гуй-ван з наближеними втік до Бірми, а Лі Дінго намагався утримати останній плацдарм китайської території в глухих південно-західних районах Юньнані.
В 1659 році флот Чжен Ченгуна вдруге увійшов в Янцзи і наблизився до Нанкіна. Його солдати заахопили Чженьцзян, а війська Чжан Хуан'янь що діяли в союзі з ним розгорнули наступ у провінції Аньхой. У Пекіні це викликало паніку, бо успіх патріотичних сил погрожував відрізати від Цінської імперії південні провінції. Великі цінські сили змусили Чжен Ченгуна залишити Янцзи і завдали поразки військам Чжан Хуан'янь. У погоню за Чженом був посланий флот, що вдвічі за чисельністю переважав його ескадру, проте він був розбитий у морській битві біля Сяменя в 1660 році. Проте, під тиском супротивника Чжен Ченгун був змушений перебазуватися на Тайвань, де створив собі міцний тил.
Під натиском переважаючих сил противника Лі Дінго рушив свої поріділі загони у Бірму, сподіваючись виручити заарештованого там Гуй-вана. На захоплення останнього правителя династії Мін послав свої війська і У Саньгуй. Домігшись від короля Бірми видачі втікача, він стратив його в Куньміні в 1662 році, в цьому ж році помер від хвороби Лі Дінго. Багато сподвижників Лі Дінго, не бажаючи жити під п'ятою завойовників, залишилися у Бірмі.
Після розгрому Південної Мін цінському уряду довелося ще декілька років боротися з повстанцями всередині країни. Лише в 1664 у країні запанував мир.

### Монгольські справи
На початку 1660-х років влада у Пекіні перейшла до князя Обоя, який створив при дворі сильну кліку і самовладно правив імперією Цін вісім років (1661—1669). Із завершенням воєнних дій у Китаї уряд Обоя, скориставшись розпочатою в Халхі чварою через спадщину померлого Дзасакту-хана Норбо, активізувало цінську політику у Монголії. В 1664, Пекін порушив єдність монгольської території: пустеля Гобі була оголошена кордоном між Внутрішньою Монголією і Халху. Самовільний перехід через неї був заборонений, уздовж кордону розташувалися цінські війська.
В 1669, молодий імператор Сюаньє і його дядько князь Сонготу скинули Обоя і розігнали його кліку. В результаті втручання Пекіна в боротьбу за спадок Дзасакту-хана в союз з Цінською імперією вступив очільник ойратського Хошоутського аймака Даші-Батур (син і наступник Гуші-хана). Він дозволив маньчжурам в 1673 році ввести війська на свою територію, перетворивши Кукунор у цінський плацдарм для подальшої експансії.

### «Морська заборона»
Для боротьби з патріотами, що зміцнилися на островах біля берегів південних і східних провінцій, в 1656 році був виданий імператорський указ про строгу «морську заборону», що поширювалися на все узбережжя від Гуандуна до столичної провінції. Щоб перервати зв'язок населення материка з «піратами» на островах, категорично заборонявся самовільний вихід в море на будь-яких торгових суднах; порушників заарештовували і страчували з конфіскацією товару і домашнього майна. 1657 року цінські війська спустошили острова Чжоушань; їх населення було частково вирізано, частково вивезено на материк.
З 1661 року розпочалося масове переселення прибережних жителів у глиб провінцій. Все прибережне населення провінцій Цзянсу, Чжецзян, Фуцзянь і Гуандун було насильно зігнано зі своїх місць і переміщено углиб на 15-20 км від моря; на цій відстані проводилася «межа», під охороною вдень і вночі, уздовж якої створювалися прикордонні загородження, і вихід за яку карався смертю. У безлюдній смузі між «кордоном» і морем були спалені житла, витоптані поля, утворена «мертва зона», в якій залишилися лише міста, що мали фортечні мури і гарнізони. Попри таємні порушення і обходи заборони за хабарі, цей жорсткий режим підтримувався з 1661 по 1683 роки.

### Держава Чженов

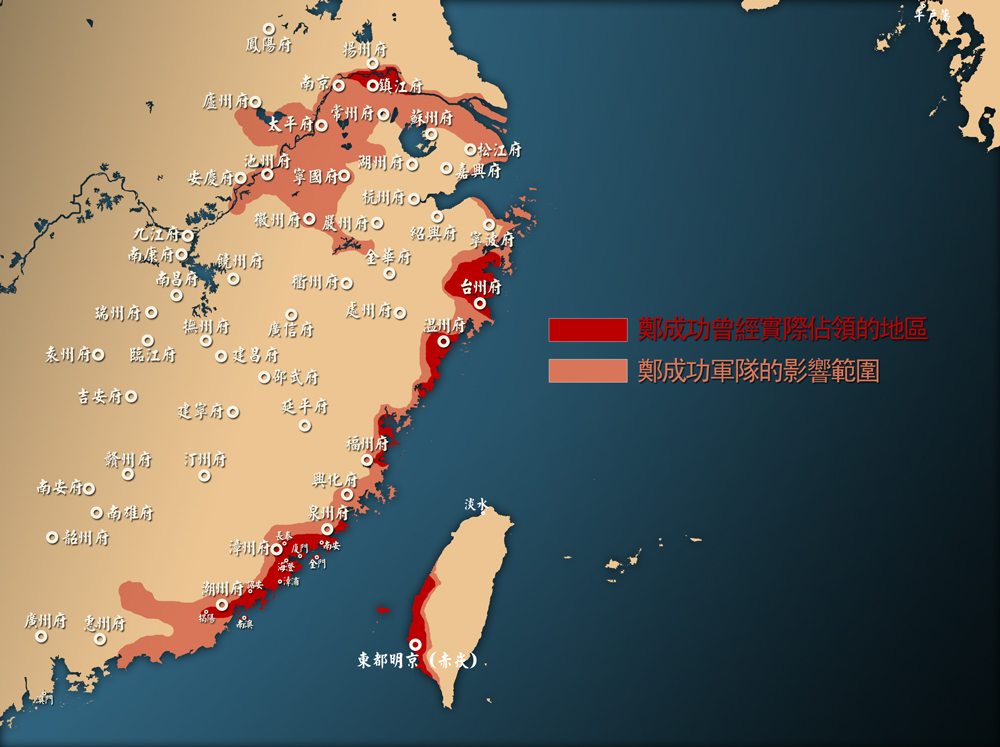
Держава Чжен: червоним — території, що контролювалися Чжен Ченгун, рожевим — землі, які воювали його війська

Після того, як в 1645 році маньчжури відвезли в Пекін і стратили Чжен Чжилуна, фактичним господарем провінції Фуцзянь став його син Чжен Ченгун. В 1640-1650-х роках його війська і флот з перемінним успіхом вели боротьбу проти загарбників у південній частині Фуцзянь, проте до початку 1660-х років стратегічна обстановка різко змінилася. Всі великі осередки опору і більш-менш значні військові сили патріотів, що боролися під прапорами династії Мін, були знищені завойовниками і їх посібниками. Тим самим звільнялися великі цінські війська. Їх багаторазова чисельна перевага на материку прирікало Чжен Ченгуна на неминучий розгром, і йому залишалося тільки одне — перебазуватися на острів Тайвань, вибивши звідти голландські колоніальні війська.
У травні 1661 року флот Чжен Ченгуна висадив на Тайвані десант чисельністю 25 тисяч чоловік. Частково потопивши, а частково відігнавши кораблі голландців, і взявши без бою фортецю Провидіння, китайці взяли в облогу фортецю Зеландія, яка капітулювала в лютому 1662 року на чолі з губернатором Формози. На Тайвані і островах Сямень і Цзіньмень утворилося антицінська держава Дуннін, формально виступає під прапором династії Мін, але фактично керована родиною Чжен.
У тому ж 1662 році Чжен Ченгун помер, і у боротьбі за владу переміг його старший син Чжен Цзін. Цінські війська і флотилія, під проводом Ші Лана, спільно з голландським флотом до кінця 1663 оволоділи Сямень і Цзіньмень, зруйнували і спалили там всі споруди, а потім відбили напад великого десанту Чжен Цзіна. Після цього військові дії надовго припинилися.

### Утворення васальних держав у Південному Китаї
Після падіння Куньміна і відходу військ Лі Дінго до Бірми в 1661 році цінський уряд, бажаючи уникнути нового спалаху опору і нової військової кампанії, виконав свою давню обіцянку про передачу завойованих арміями «чотирьох князів» провінцій у приватне володіння цих полководців. Так відбувся територіальний поділ Китаю на південь від річки Янцзи:
- провінції Чжецзян, Цзянсі і Хунань, а також південь Цзянсу, частина Гуйчжоу та низка областей Гуансі відійшли до маньчжурів, ставши безпосередньою частиною імперії Цін;
- провінцію Фуцзянь отримав як «данницьке князівство» Ген Цзімао (син померлого в 1651 році Ген Чжунміна, який став після смерті батька головнокомандувачем його армією); після смерті Ген Цзімао 1671 року воно перейшло до його сина Ген Цзінчжуну;
- провінція Гуандун і прилеглі області Гуансі перейшли у володіння Шан Кесі;
- провінція Юньнань і сусідні з нею області Гуйчжоу отримав У Саньгуй.

На трьох нових правителів покладалася місія політичного спокою та господарського відновлення цих розорених багаторічною війною провінцій. «Князі-данники» повинні були виконувати накази з Пекіна. Позаяк крім княжих титулів вони отримали ще й посади цінських намісників провінцій, то князі виявилися у неоднозначному становищі: вони самі робили упор на свій володарський статус правителів, а маньчжурські володарі навпаки на перший план висували їх посадові обов'язки цінських сановників.
У Саньгуй мав не тільки вищий титул, найбільше князівство і найбоєздатнішу армію; за допомогою вірних особисто йому воєначальників-китайців він також контролював Гуансі, Шеньсі і Ганьсу і мав сильні позиції у Сичуані.

## Війна «трьох князів-данників»
Уряду Сонготу для завершення завоювання Китаю треба було ліквідувати три «данницьких князівства» на Півдні. До 1673 році як імперія, так і князівства привели свої території у відносний порядок, а війська — у бойову готовність. У Саньгуя було 80 тисяч солдатів, у Ген Цзінчжуна — 150 тисяч солдатів і сильний флот. На щастя для маньчжурів, 70-річний Шан Кесі був немічний, прикутий хворобою до ліжка, і стримував свого сина Шан Чжисінь і армію від зіткнення з Пекіном.
Навесні 1673 року молодий імператор в ультимативній формі запропонував «князям-данникам» скласти з себе владу. Відчуваючи свою силу і сподіваючись на відмову, князі подали прохання про відставку, проте у вересні вона була прийнята. Імператор видав указ про розпуск княжих армій; самим правителям було запропоновано з'явитися в Пекін, їх вирішили поселити у Маньчжурії (що, фактично, означало заслання). У відповідь на це у грудні 1673 року У Саньгуй здійняв заколот і повів свою армію в Гуйчжоу і Гуансі. Повстання підтримали вищі чини Юньнані і Гуйчжоу, а також провінція Сичуань. Прихильники У Саньгуя просили його виступити в похід на Пекін, але 60-річний князь відмовився від цього плану, і вирішив створити свою державу у Південно-Західному Китаї. За перші десять місяців походу на північний схід У Саньгуй став володарем п'яти провінцій.
В 1674 році проти завойовників виступив другий князь — Ген Цзінчжун. Його війська з Фуцзянь повели наступ на Чжецзян. Зустрівши там стійку оборону, Ген перекинув свою армію у Цзянсу, завдавши удар в тил цінським військам, яким протистояв У Саньгуй. Але цінська армія на чолі з дядьком імператора розгромила війська Гена, а 1675 року фуцзяньський флот зазнав поразки від Чжен Цзина, з яким Ген Цзінчжун вступив у війну ще на початку 1660-х за наказом з Пекіна.
У Саньгуй наполіг на примиренні і союзі Гена і Чжена, пообіцявши останньому дві, а потім три області у Фуцзяні. З висадкою військ Чжен Цзіна на узбережжі у війну включилася ще одна китайська армія, на бік якої стали один за іншим переходити міста, гарнізони і області. Прикутий до ліжка Шан Кесі не долучився до боротьби проти Цинов і тримав нейтралітет.
Цінська імперія виявилася у критичній ситуації, бо з 15 тодішніх провінцій від неї відпало шість, а в Монголії проти імперії виступив нащадок династії Юань Чахарський князь Бурінай (Сачар), який прагнув відновити у Пекіні монгольську династію. Зі своєю 100-тисячною кіннотою він 1675 року погрожував столичній провінції, відволікаючи на північний захід значні сили «прапорних» військ. Маньчжурський табір виявився у вкрай важкому становищі і перейшов до оборони.
Після смерті Шан Кесі в 1676 році його син і спадкоємець Шан Чжисінь відгукнувся на заклик У Саньгуя. Проте союз чотирьох китайських держав протримався всього декілька місяців. Стабілізувавши положення на фронті проти У Саньгуя, маньчжурські війська перейшли у контрнаступ у приморських провінціях. Вже в 1676 році сильна цінська армія вторглася у Фуцзянь і здобула перемогу над військами Ген Цзінчжуна, який капітулював і смиренно вирушив до Пекіна. Отримавши прощення, і зберігши своє князівство і армію, він рушив свої війська разом з цінськими проти Чжен Цзіна, змусивши його відійти на острови Цзіньмень і Сямень. Цінські війська рушили з Фуцзянь в Гуандун і в 1677 році зайняли Гуанчжоу. Шан Чжисінь капітулював, з'явився з повинною і був прощений. Він зберіг титул, керував обороною узбережжя, але був позбавлений реальної влади.
У березні 1678 році У Саньгуй оголосив в Хенчжоу про створення імперії Чжоу, проголосивши себе імператором з дінастійним ім'ям Чжоу-ді. Через півроку після коронації він помер, і трон зайняв його онук У Шифань. Флот Чжен Цзіна здійснив другу висадку великих військових з'єднань на узбережжі Фуцзянь. Разом з Лю Госюанем він почав успішний наступ проти цінських військ. Це підштовхнуло Ген Цзінчжуна знову виступити проти маньчжурів, що закінчилося невдачею і полоном князя.
Ціною величезних зусиль цінським воєначальникам вдалося домогтися стратегічного перелому. В1680 році вони придушили повстання китайських військ в Шеньсі, яким керував Ян Цілун. Після низки невдач війська Чжен Цзіна і Лю Госюаня відійшли на острови біля узбережжя, де були розбиті у двох морських битвах, і евакуювалися на Тайвань. Під напором «прапорних» військ сили У Шіфаня відступили в Гуйчжоу, а потім в Юньнань. 1681 року цінські війська оволоділи Куньмінем. Імперія Чжоу рухнула, У Шіфань наклав на себе руки, а у наступному році був страчений Ген Цзінчжун. Південні і південно-західні райони провінції Китаю були приєднані до Цінської імперії.

## Завершення і наслідки маньчжурського завоювання Китаю
Після закінчення війни «саньфань» незахопленим залишався останній уламок імперії Мін — держава Чжень на Тайвані. Там в 1681 році помер Чжен Цзін. У розпочатій чварі за владу між придворними кліками був повалений і задушений його спадкоємець, а правителем був оголошений інший малолітній син Чжена. Влітку 1683 року величезний флот і експедиційний корпус Цінів зустріли запеклий опір гарнізону і флоту Чжен на островах Пенху, де в семиденній кровопролитній битві полягло 12 тисяч захисників архіпелагу, проте після цього на Тайвані чиновники і війська капітулювали, були прощені і вивезені на материк.
Багато патріотів не погодились з поразкою: величезний флот Хуан Ціня відплив на південь, де біженці з Китаю влаштувалися на узбережжі Камбоджі і заснували місто Хатьєн.